# José Francisco de Aizquíbel
José Francisco de Aizquíbel Epelde (Azcoitia, 9 de marzo de 1798-Toledo, 17 de junio de 1864) fue un filólogo y bibliófilo español.

## Biografía
Natural de la localidad guipuzcoana de Azcoitia, fue bibliófilo, lo que le llevó a dedicar su fortuna —«toda», según apunta López Alén en su Iconografía biográfica de Guipúzcoa— a reunir una biblioteca con un gran número de volúmenes. Se interesó por las ciencias naturales, y gozó de conocimientos de agricultura, sobre la que dio dictámenes e impartió conferencias en la Sociedad Económica Matritense. Especialmente docto en materias filológicas, llegó a poseer además de su lengua nativa, que era el euskera, otras tales como la griega, latina, árabe, española, francesa, italiana e inglesa. «[...] encerróse en su edad madura en la casa Munárriz, de Toledo, y allí, sin más familia que una anciana sirvienta y sin más compañía que sus libros, entregóse con verdadero ardor y rara constancia al cultivo de la lengua euskara, hasta que falleció en 1865», reseña López Alén.

## Obra
Entre sus obras, se cuentan unas Observaciones á los refranes euskaros, en las que, tal y como le encomendó la Real Academia de la Historia, analizó refranes del también guipuzcoano Esteban de Garibay; De la lengua euskera o de los vascongados (1836); un Diccionario basco-español titulado euskeratik erderara biurtzeco itztegia (1882-1884) con más de 120 000 voces; otro Diccionario castellano-bascuence; un Diccionario de etimologías bascongadas; una Gramática general analítica del bascuence (1838); una versión del Nuevo Testamento en griego, latín, francés, euskera y español, y textos sobre las «Radicales bascongadas» y «Sobre la declinación bascongada».